# College Station (Texas)
College Station er en amerikansk by i Brazos County, Texas. Den ligger den østlige del af det centrale Texas i området Brazos Valley 130 km nordvest for Houston og 140 km østnordøst for Austin. Ved folketællingen i 2020 havde College Station 120.511 indbyggere. College Station og Bryan udgør kernen i storbyområdet  the Bryan-College Station metropolitan area, der er det 13. største metropolitan area i Texas med 273.101 indbyggere i 2019.
College Station er hjemsted for Texas A&M University, som er langt det største universitet i gruppen Texas A&M University System. Byen skylder sit navn og sin eksistens til universitetets beliggenhed langs en jernbane.

## Historie
College Stations oprindelse går tilbage til 1860, da Houston and Texas Central Railway begyndte at bygge gennem området. Elleve år senere blev stedet valgt som hjemsted for det foreslåede Agricultural and Mechanical College of Texas. I 1876 da USA fejrede sit 100-års jubilæum, åbnede skolen som den første offentlige institution for videregående uddannelse i staten Texas. Universitetet skiftede navn til det nuværende Texas A&M University i 1963.
College Stations befolkningstal voksede langsomt og nåede 350 i 1884 og 391 ved århundredeskiftet. I løbet af denne periode fandt der transportforbedringer sted i byen. I 1900 blev International–Great Northern Railroad i Texas forlænget til College Station (linjen blev nedlagt igen i 1965), og 10 år senere blev der etableret elektrisk sporvognsfobindelse mellem Texas A&M og nabobyen Bryan. Et bybussystem erstattede sporvognsbanen i 1920'erne.
I 1930 blev bebyggelsen North Oakwood nord for College Station indlemmet som en del af Bryan. College Station fik bystatus i 1938 med John H. Binney som den første borgmester. Inden for det næste år efter oprettede byen en byplanlægningskommission, og i 1940 var byen vokset 2.184 indbyggere.
Byen voksede under ledelse af Ernest Langford, som er blevet kaldt "Father of College Station", og som var borgmester i 26 år fra 1942.
Befolkningsvæksten tog fart efter anden verdenskrig, da befolkningen fraregnet studerende nåede op på 7.898 i 1950, 11.396 i 1960, 17.676 i 1970, 30.449 i 1980, 52.456 i 1990 og 67.890 i 2000. Bryan-College Station metropolitan areas befolkningstal passerede 270.000 mennesker i 2018.
I 1990'erne tiltrak College Station og Texas A&M University sig national opmærksomhed, da George Bush Presidential Library åbnede i 1997. I 1999 blev 12 mennesker dræbt og 27 såret, da universitets traditionelle efterårsbål, kaldet Aggie Bonfire, kollapsede under opførelsen.